# Служба национальных парков США
Служба национальных парков США (англ. U.S. National Park Service) — федеральное агентство США, управляющее всеми национальными парками и национальными побережьями страны, многими национальными памятниками, а также другими охраняемыми и историческими объектами США. На СНП возложена двойная роль — сохранять экологическую и историческую целостность мест, доверенных её управлению, а также делать их доступными для общественного пользования.
По состоянию на 2022 год в СНП работает около 20 000 сотрудников, которые контролируют 419 подразделений, из которых 62 являются национальными парками.
Служба является отделом Министерства внутренних дел США.

## История
Первоначально каждый парк управлялся индивидуально под эгидой Министерства внутренних дел. Движение за независимое агентство по надзору за этими федеральными землями было инициировано деловым магнатом и защитником природных ресурсов Стивеном Мезером, а также Дж. Хорасом Макфарландом. С помощью журналиста Роберта Стерлинга Ярда Мазер провел рекламную кампанию для Министерства внутренних дел. Они написали многочисленные статьи, в которых хвалили природные и исторические качества парков и их возможности для образовательных, и развлекательных программ. Результатом этой кампании стало создание Службы национальных парков. 25 августа 1916 года президент Вудро Вильсон подписал законопроект, в соответствии с которым агентство обязывалось «сохранять пейзажи, природные и исторические объекты, а также дикую природу в них и обеспечивать их использование таким образом, и такими средствами, которые оставят их нетронутыми для удовольствия будущих поколений». Мазер стал первым директором недавно сформированного НПС.
В 1951 году Конрад Вирт был назначен директором Службы национальных парков и начал работу по приведению агентства в соответствие со стандартами, которые от него ожидались. Спрос на парки после окончания Второй мировой войны привел к тому, что парки были перегружены. В 1952 году, при поддержке президента Дуайта Д. Эйзенхауэра, он начал Миссию 66, десятилетнюю попытку модернизировать и расширить парковые сооружения к 50-летию службы парка. Появились новые парки для сохранения уникальных ресурсов, а существующие парковые объекты были модернизированы и расширены.
В 1966 году, когда Службе Парков исполнилось 50 лет, акцент стал переключаться с простого сохранения великолепных и прекрасных пейзажей и уникальных природных объектов на создание парков, доступных для общественности. Директор Джордж Харцог начал процесс с создания национальных озёр, а затем и национальных зон отдыха.

## Бюджет
По состоянию на 2016 год годовой бюджет Службы национальных парков составляет около 3 млрд. долл. США, а объём работ по обслуживанию составляет примерно 12 млрд долл.
Бюджет Службы национальных парков делится на две основные области: дискреционные и обязательные расходы. Дискреционные расходы разбиты на две части: прямая деятельность национальных парков и специальные инициативы. Отдельно финансируются специальные инициативы службы указанные в законодательстве. В 2010 финансовом году за обслуживание было взято пять инициатив. Они включают в себя: управление и образование; профессиональное мастерство; молодёжные программы; последствия изменения климата; реструктуризация и реорганизация бюджета.

## Посетители
419 объектов посещает примерно 280 миллионов посетителей в год, причем в 2015 году их посетило более 307 миллионов. Посещение парка (только для отдыха) выросло на 64 % в период с 1979 по 2015 год.
10 самых посещаемых объектов обеспечивают 28 % от всех посетителей. На 10 % парков (41) приходятся 62,8 % всех посещений, когда как на остальные 372 объекта всего 37,2 % посещений.
| Название                             | Место | Посетителей в год |
| ------------------------------------ | ----- | ----------------- |
| Blue Ridge Parkway                   | 1     | 15 054 603        |
| Golden Gate National Recreation Area | 2     | 14 888 537        |
| Грейт-Смоки-Маунтинс                 | 3     | 10 712 674        |
| Мемориал Линкольну                   | 4     | 7 941 771         |
| Lake Mead National Recreation Area   | 5     | 7 298 465         |
| George Washington Memorial Parkway   | 6     | 7 286 463         |
| Gateway National Recreation Area     | 7     | 6 392 565         |
| Natchez Trace Parkway                | 8     | 5 785 812         |
| Мемориал ветеранов войны во Вьетнаме | 9     | 5 597 077         |
| Национальный парк Гранд-Каньон       | 10    | 5 520 736         |

## Доступность
Пропуск
Служба выпускает специальные пропуска дающие безлимитный и бесплатный доступ ко всем объектам СНП, а также к объектам охраны Бюро по управлению земельными ресурсами, Службы охраны рыбных ресурсов и диких животных США и Лесной службы США.
Кемпинг
Система национальных парков предлагает множество доступных возможностей для кемпинга. В более чем 120 объектах охраны есть участки, специально предназначенные для возведения палаточного городка. Специальные места расположены рядом с комнатами отдыха, туалетами и источниками воды.
Тропы
У многих объектов СНП есть полностью доступные тропы. Посетители должны проверить веб-сайт парка, чтобы убедиться, что тропа подходит им по сложности. Тропа может иметь уплотненную гравийную поверхность, вымощенную асфальтом или досками. У многих будут ограждения, у других может быть гребень по краю, который можно обнаружить с помощью трости для слабовидящих и способный остановить инвалидное кресло.